# 八戸大橋

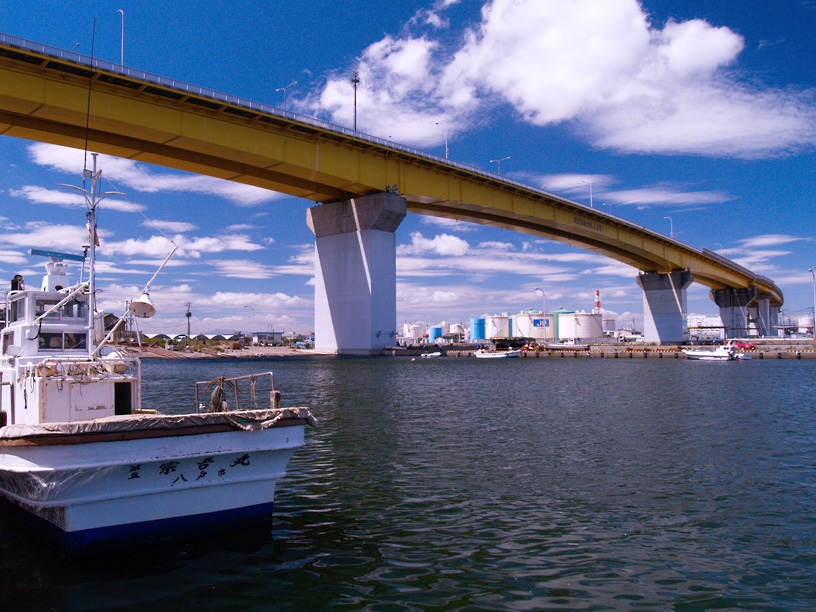
八戸大橋を下から望む（2006年撮影）

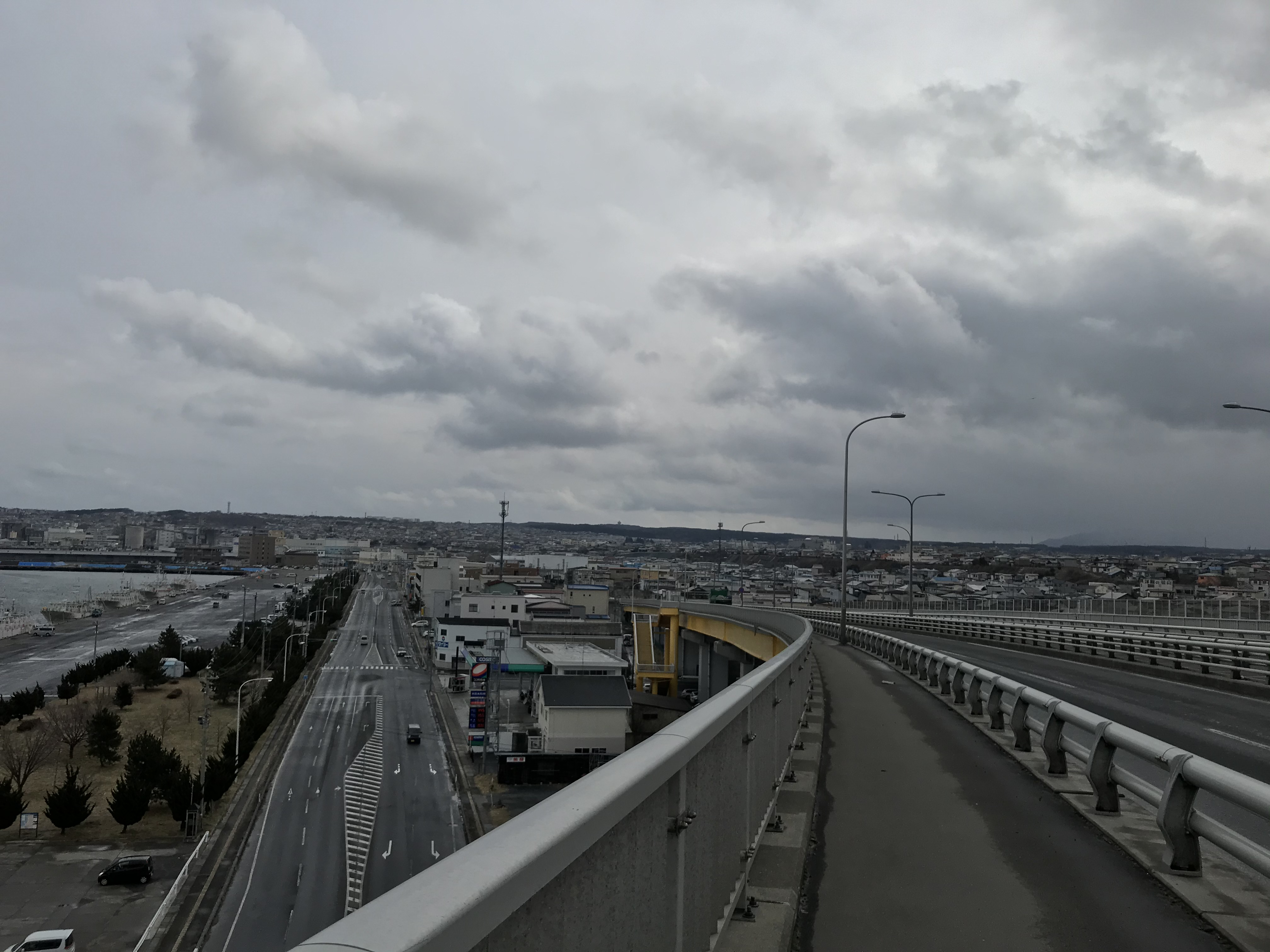
橋梁上から南側を望む（2020年2月26日）

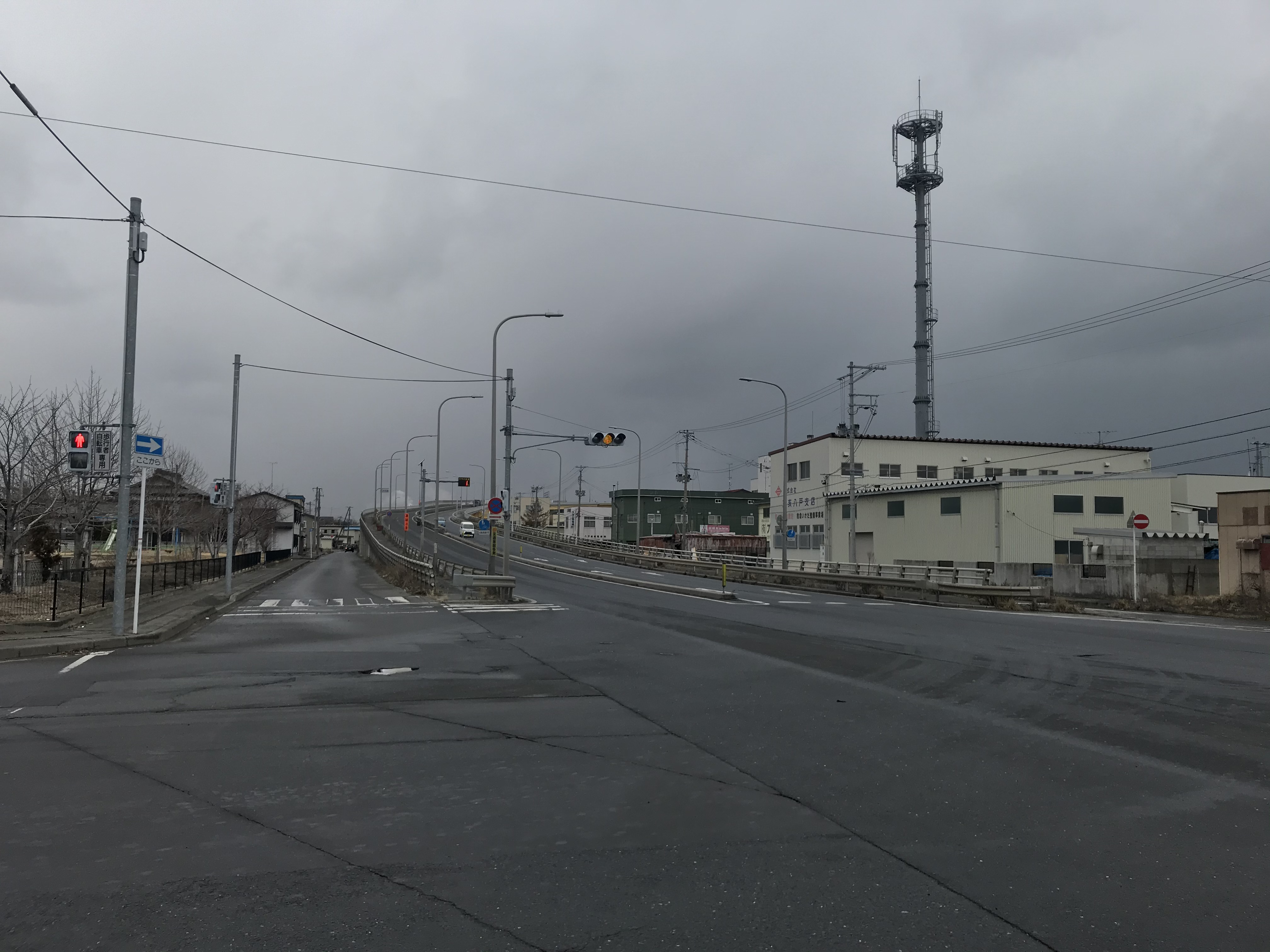
南側から橋梁を望む（2020年2月26日）

八戸大橋（はちのへおおはし）は、青森県八戸市に架かる橋である。八戸港と新井田川河口に位置し、1976年（昭和51年）に開通した。橋梁の長さは1323.7m。連続箱桁形式の橋梁で、青森県で一番長い橋梁であり、八太郎大橋と共に八戸港の沿岸部の港湾道路を繋いでいる。路線名は（臨）白銀北沼線である。八戸大橋は、八戸市を代表する橋の一つで、市民からは夢の大橋として親しまれている。

## 概要
かつて、馬淵川と新井田川の合流する河口付近に架かる橋が無かったため、車両は5キロほど上流に位置する大橋を渡るほかなかった。しかし、1963年の新産業都市指定を契機に、沿岸部を南北に結ぶ港湾道路整備計画の一つとして、八戸大橋が計画された。
八戸大橋は八戸港に入港する漁船を考慮して、水面から橋桁まで30mの高さで、中央径間は165mに及ぶ。1976年（昭和51年）9月27日に暫定供用が開始し、1980年（昭和55年）に全面供用に至った。総工費は89億3700万円。
八戸大橋は建設当時「連続箱桁形式」という種類の橋梁の中では、国内2番目の長さの橋だった。

## イベント
八戸大橋では八戸花火大会が1980年（昭和55年）から毎年夏に館鼻漁港（八戸大橋の付近）を会場にして開催されている。また、1991年（平成3年）からライトアップが行われている。

## 歴史
- 1973年（昭和48年） 着工
- 1975年（昭和50年）9月19日 ドッキング工事[1]
- 1976年（昭和51年） 一部供用開始
- 1980年（昭和55年） 全面供用開始
- 1991年（平成3年） 橋のライトアップ